# Podgrzybnica ceglasta

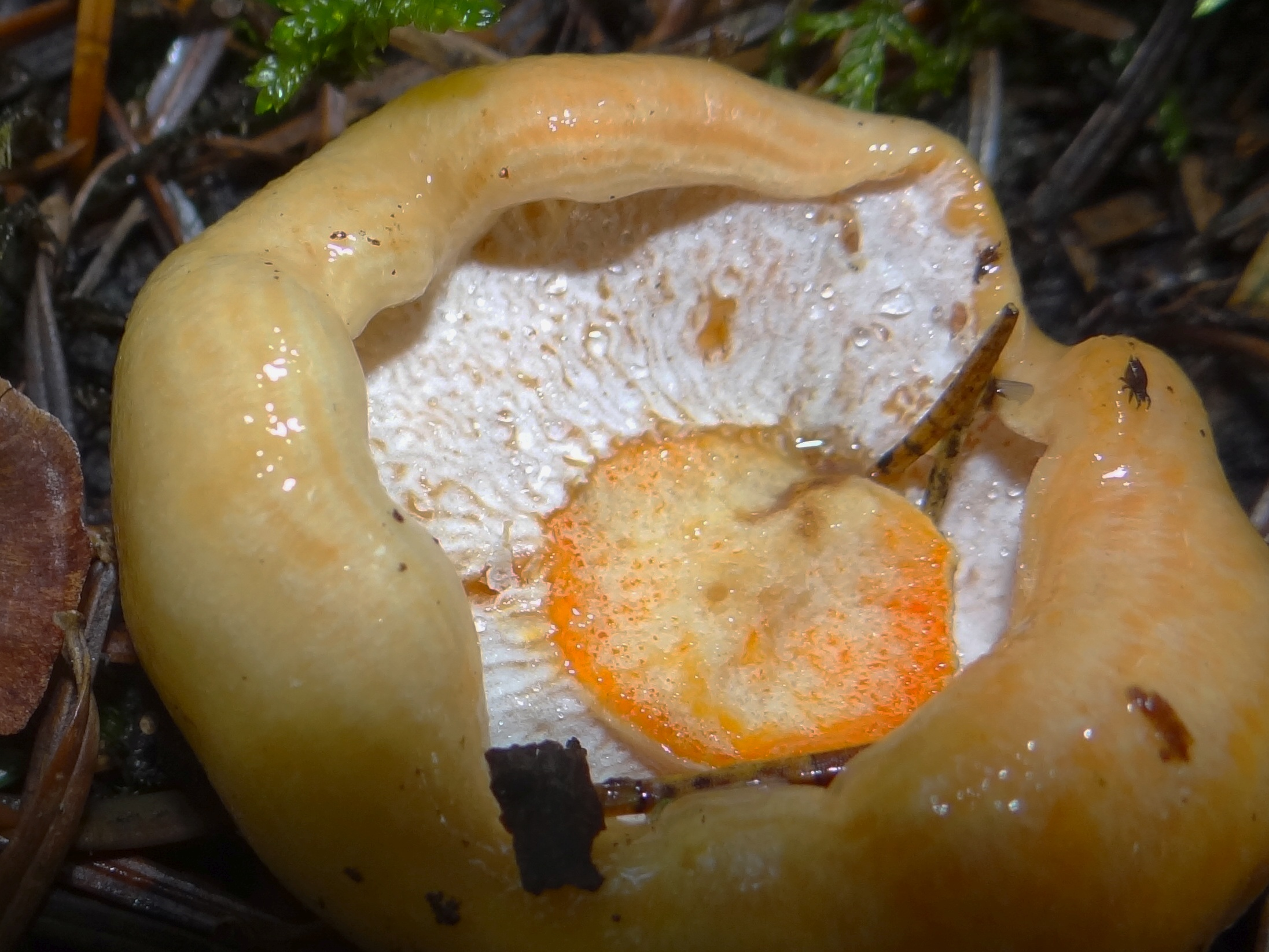
Początkowa faza rozwoju Hypomyces lateritius na mleczaju świerkowym

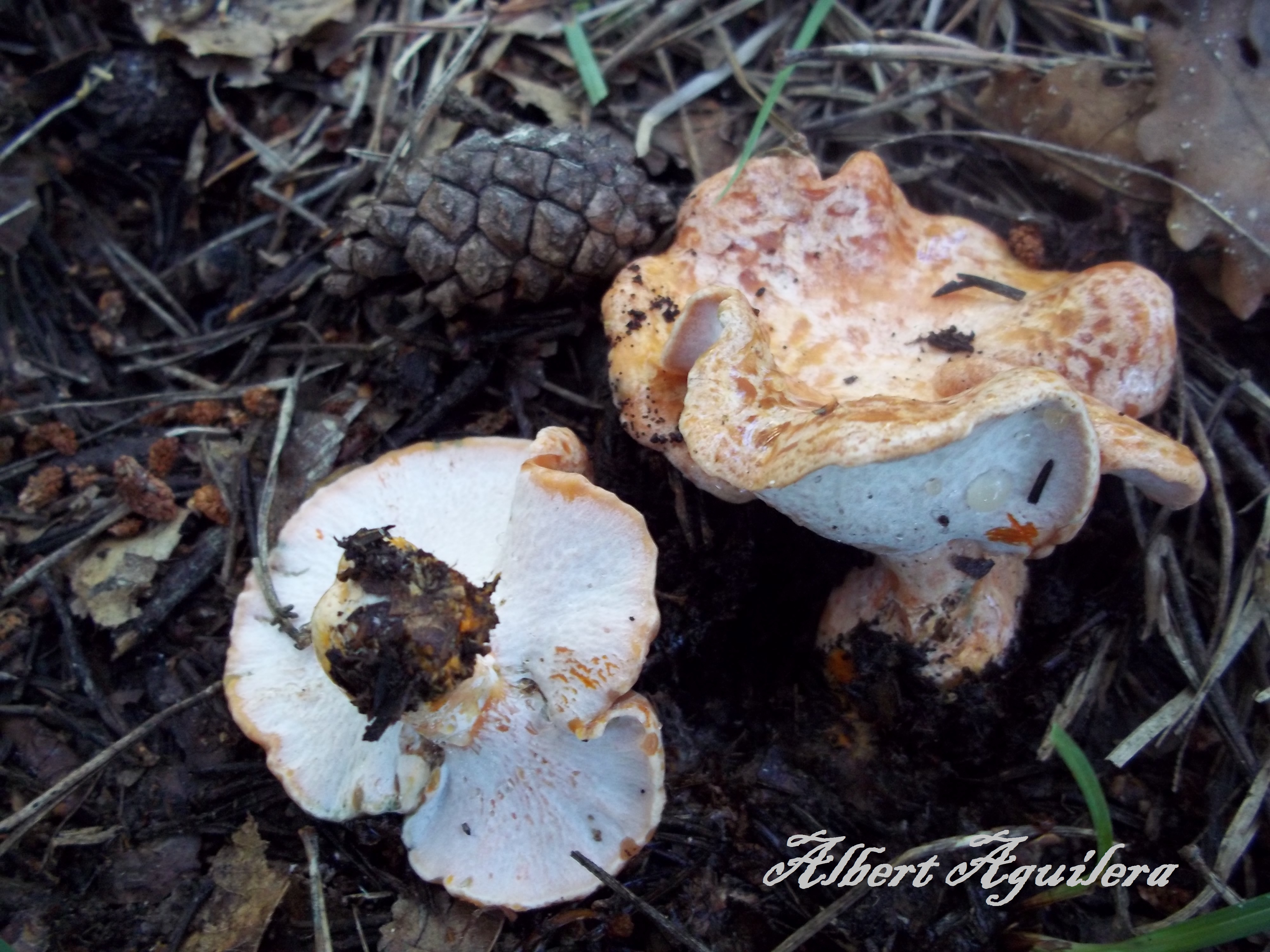
Zaawansowana faza rozwoju Hypomyces lateritius na mleczaju

Podgrzybnica ceglasta (Hypomyces lateritius (Fr.) Tul. & C. Tul.) – gatunek grzybów należący do rodziny Hypocreaceae. Pasożytniczy grzyb rozwijający się na niektórych gatunkach grzybów z rodzaju mleczaj (Lactarius).

## Systematyka i nazewnictwo
Pozycja w klasyfikacji według Index Fungorum: Hypomyces, Hypocreaceae, Hypocreales, Hypocreomycetidae, Sordariomycetes, Pezizomycotina, Ascomycota, Fungi.
Po raz pierwszy zdiagnozował go w 1823 r. Elias Fries nadając mu nazwę Sphaeria lateritia. Obecną, uznaną przez Index Fungorum nazwę nadali mu w 1860 r. Louis René Tulasne i Charles Tulasne.
Synonimy:

- Byssonectria lateritia (Fr.) Petch 1937
- Hypocrea floccosa Fr. 1854
- Hypomyces floccosus (Fr.) Sacc. 1883
- Peckiella lateritia (Fr.) Maire 1906
- Sphaeria lateritia Fr. 1823[3].

Nazwa polska na podstawie rekomendacji Komisji ds. Polskiego Nazewnictwa Grzybów.

## Morfologia
Blaszki zaatakowanych przez Hypomyces lateritius grzybów pokrywają się początkowo cienką warstwą białawej grzybni pasożyta. Blaszki nie rozwijają się, czasami brak ich zupełnie, a czasami są tak słabo rozwinięte, że przypominają fałdy. Później cały owocnik pokrywa się biało-szarą grzybnią, ulega zdeformowaniu i staje się twardy. Ulega gniciu i rozpadowi znacznie wolniej, niż rydze zdrowe, czasami porażone przez tego pasożyta grzyby mogą nawet przetrwać zimę.
Po 10–14 dniach Hypomyces lateritius wytwarza askokarpy w postaci perytecjum. Perytecja są całkowicie zanurzone w grzybni, tak, że wystaje tylko ich otwór. Wyglądają jak czarne punkty. Mają wysokość 300–470 μm i szerokość 170–360 μm. Powstają w nich wrzecionowate, jednokomórkowe, na obu końcach wyposażone w ostry dzióbek, bezbarwne i jednokomórkowe zarodniki o rozmiarach 18-24 × 4–5 μm. Oprócz takich normalnego rozmiaru zarodników powstają zarodniki gigantyczne o różnej długości, największe z nich nawet do 111 μm. Zarodniki wytwarzane są w bardzo dużych workach.
Hodowla
Na ekstrakcie słodowym można hodować grzybnię. Tworzy wolno rosnące kolonie osiągające po tygodniu średnicę 5–7 mm. Grzybnia jest watowata, biała, bezwonna, z niewielką ilością grzybni powietrznej. Nie tworzą się strzępki grubościenne.
Gatunki podobne
Jest wiele gatunków rodzaju Hypomyces, np.:
- podgrzybnica piestrzycowa (Hypomyces cervinus) preferuje piestrzyce (Helvella),
- podgrzybnica wełniankowa (Hypomyces torminosus) atakuje mleczaja wełniankę (Lactarius torminosus),
- podgrzybnica złotopylna (Hypomyces chrysospermus) pasożytująca na borowikach i podgrzybkach,
- podgrzybnica zniekształcająca (Hypomyces deformans) atakuje płomiennice (Flammulina)

## Występowanie i siedlisko
Podgrzybnica ceglasta występuje w tych rejonach świata, gdzie występują gatunki grzybów będące jego żywicielami. Najwięcej stanowisk podano w Ameryce Północnej i Europie, występuje także w Azji od Kazachstanu do Kirgistanu, w zachodniej Syberii oraz na Nowej Zelandii. Występuje także w Polsce. W piśmiennictwie naukowym do 2003 r. opisano jego występowanie na 3 gatunkach mleczajów.
Grzyb nagrzybny, pasożyt atakujący grzyby z rodzaju Lactarius (mleczaj), głównie te o czerwonym mleczku (rydze). Najczęściej występuje na mleczaju świerkowym (L. deterrimus) i mleczaju czerwieniejącym (L. sanguifluus), rzadziej mleczaju kamforowym (L. camphoratus), mleczaju modrzewiowym (L. porninsis), mleczaju rudym (L. rufus), Lactarius tabidus, mleczaju wełniance (L. torminosus) i mleczaju niebieskawym (L. trivialis).
Zaatakowane przez Hypomyces lateritius grzyby są twarde i niejadalne. Jednak wedle wcześniejszych relacji, mleczaje porażone przez tego pasożyta sprzedawane bywały na targowiskach pod lokalnie im nadawanymi nazwami w różnych regionach Niemiec, Włoch i Francji; także w Warszawie miały pojawiać się w normalnym obrocie handlowym.
Mleczaje atakuje także inny, spokrewniony gatunek – Hypomyces lactifluorum. Zaatakowane przez niego grzyby uważa się za smaczne i jadalne.